# Dmitriy Stukalov
Dmitriy Pavlovich Stukalov (en russe : Дмитрий Павлович Стукалов, né le 2 mai 1951 à Leningrad) est un athlète soviétique spécialiste du 400 m haies. Affilié au Dynamo Leningrad, il mesurait 1,86 m pour 76 kg.

## Biographie

### Palmarès
| Date | Compétition                   | Lieu     | Résultat | Performance |
| ---- | ----------------------------- | -------- | -------- | ----------- |
| 1970 | Championnats d'Europe juniors | Colombes | 1er      | 50 s 30     |
| 1970 | Universiade d'été             | Turin    | 3e       | 50 s 7      |
| 1971 | Championnats d'Europe         | Helsinki | 3e       | 50 s 00     |
| 1973 | Universiade d'été             | Moscou   | 1er      | 49 s 62     |
| 1974 | Championnats d'Europe         | Rome     | 5e       | 49 s 88     |
| 1978 | Championnats d'Europe         | Prague   | 2e       | 49 s 72     |

### Records
| Épreuve     | Performance | Lieu   | Date        |
| ----------- | ----------- | ------ | ----------- |
| 400 m haies | 49 s 58     | Munich | 30 mai 1976 |